# Tomáš Fabián
Tomáš Fabián (* 10. September 1989 in Mladá Boleslav) ist ein tschechischer Fußballspieler.

## Vereinskarriere
Fabián begann mit dem Fußballspielen beim MSK Mnichovo Hradiště. Im Alter von 13 Jahren wechselte der Mittelfeldspieler zum FK Mladá Boleslav. Den Sprung in den Profikader schaffte Fabián in der Winterpause der Saison 2008/09. In der Gambrinus Liga debütierte er am 11. April 2009 beim 1:1-Unentschieden seiner Mannschaft beim 1. FK Příbram.

## Nationalmannschaft
Fabián kam bisher in der tschechischen U-18, U-19 und U-21-Auswahl zum Einsatz. Bei der Junioren-Fußballweltmeisterschaft 2009 in Ägypten bestritt der Mittelfeldspieler drei Spiele für die tschechische U-20-Auswahl.